# 千世基
千 世基（チョン・セギ、ハングル：천세기、1921年12月22日 - 1965年9月2日）は、大韓民国の警察官、政治家。第3・5代韓国国会議員。仏教徒。
本貫は潁陽千氏。元国会議員、保健社会部長官の千命基は弟。

## 経歴
日本統治時代の京畿道楊平郡出身。ソウル大学校法科大学2年中退。国会議員2期のほか、智異山のパルチザンを掃討する鷲部隊の副隊長、警察学校教官、国務総理室警監、京畿道巡査部長、警察戦闘隊第3代隊長、ソウル特別市警察局監察、総警、民主党発起人・京畿道党副委員長・政策委員・選挙対策委員、憲法改憲反対闘委動員責任者、民権守護国民総連盟責任者、第2共和国の初代交通部政務次官などを務めた。1965年9月2日、持病の肺結核と生活苦によりソウル市鐘路区の三清公園の裏山で首を吊って自殺した。享年45。